# Prajasakti
Prajasakti is een Telugu-dagblad, dat uitkomt in de Indiase deelstaat Andhra Pradesh. Het is een krant van de Communistische Partij van India (Marxistisch). Het blad verschijnt in negen edities: Haiderabad, Vijayawada, Visakhapatnam, Tirupati, Khammam, Kurnool, Rajahmundry, Srikakulam en Karimnagar. Het is wat betreft de verspreiding de grootste progressieve Telugu-krant. Het blad is onderdeel van het in Hyderabad gevestigde Prajasakti Sahithee Samastha, dat ook boeken uitgeeft.
De krant werd in 1942 als een weekblad opgericht. In 1945 werd het een dagblad en in 1948 werd het blad verboden door de Britse overheersers. In 1969 werd het nieuw leven ingeblazen, als een weekblad. In 1981 werd het een dagblad, dat uitgegeven werd in Vijayawada. In de jaren erna kwamen er andere edities bij, de laatste nieuwe editie kwam in 2006 (Srikakulam). Het is een communistisch dagblad en het blad wil zich dan ook inzetten voor de onderdrukte massa's. Het propageert seculiere en progressieve waarden en bestrijdt bijvoorbeeld de 'eenzijdige globalisering', corruptie en communalisme. 